# Кале - Међа
Кале - Међа је археолошко налазиште се налази се у насељу Доње Бријање на подручју општине Лесковац у Јабланичком округу. Настао је у средњем веку. Локалитет је стављен под заштиту као средњевековно утврђење 1950. године. 

## Историја
Локалитет у себи чува средњевековно српско утврђење, а забележен је и као „стари порушени градић Добра глава“ који може да се идентификује са остацима Калеа код села Међа. До данас нису покретана археолошка истраживања на овом простору која би дала сигурније податке о самом утврђењу.

## Локалитет данас
Локалитет је данас неприступачан за сагледавање самих бедема утврђења.